# マリー・ド・モンフェラート
マリー・ド・モンフェラート（Marie de Montferrat, 1192年 - 1212年）はエルサレム王国の女王（在位：1205年 - 1212年）。マリーはフランス語名で、イタリア語名はマリーア・ディ・モンフェッラート（Maria di Monferrato）またはマリーア・ディ・ジェルザレンメ（Maria di Gerusalemme）。

## 生涯
イタリアのモンフェッラート侯コンラート1世とエルサレム女王イザベル1世の長女。
父が1192年4月にティールで暗殺教団によって殺されると、母イザベルは身重の身で5月にシャンパーニュ伯アンリ2世と再婚した（ギヨーム・ド・ティールとイマード・アッディン・アル・イスファハニ、東西の歴史家が同じ記述を残す）。その後生まれたのがマリーであった。
1205年、母の死にともない13歳で即位。母の異父弟ベイルート卿ジャンが摂政をつとめた。
1210年9月14日、ジャン・ド・ブリエンヌとアクラで政略結婚。長女ヨランド（イザベルの名で知られる）を1212年に出産後、産褥熱でマリーは死亡した。ヨランドはただちに即位し、ジャンがヨランドの摂政となった。
マリーの直系の子孫は、1268年にコンラート3世が南イタリアで処刑されたことで絶えた。その後、マリーの異父妹アリス・ド・シャンパーニュの血統が、エルサレム王位を継いだ。